# Феньеш, Сабольч
Сабольч Феньеш (венг. Szabolcs Fényes; 30 апреля 1912, Орадя, Австро-Венгрия — 12 октября 1986, Будапешт) — венгерский композитор, театральный деятель. Заслуженный артист Венгрии (1972), народный артист Венгрии (1980). Лауреат премии Эркеля и государственной Премии имени Кошута.

## Биография
Из дворян. Родился в семье инженера. Его прадедом был писатель Элек Феньеш. Окончил Будапештскую консерваторию (класс А. Шиклоша). 
В 1930-х годах музыку и песни для немецкой кинофабрики УФА, которые исполняли многие видные артисты, в том числе Цара Леандер.
В 1942-1949 и 1957-1960 годах был художественным руководителем Венгерского театра оперетты в Будапеште.
Создал более 20 оперетт, в их числе: «Гарем» (1931), «Майя» (1931, ставилась в 12 странах), «Манолита» (1932), «Клёцки» (1933), «Мими» (1935), «Много шума из ничего» (1936), «Степная серенада» (1939), «Бес не дремлет» (1940), «Поцелуй королевы» (1943), «Риго Янчи» (1947), «Свидание на берегу Дуная» (1957, Театр им. Сиглигети, Сольнок), «Вторая любовь» (1954, Будапештский театр оперетты) и др.
Автор 45 сценических постановок, музыки к 131 фильму и более чем 700 песен.

## Фильмография
- 1935 — Восстание рыбаков
- 1936 — Премьера
- 1936 — Сестра Мария
- 1941 — Три звонка
- 1956 — Американский дядюшка
- 1956 — Сказка о 12 попаданиях
- 1957 — Игра с любовью
- 1957 — Тихая квартира
- 1958 — Боганч
- 1959 — Любовь в четверг
- 1960 — По газонам ходить разрешается
- 1961 — Это была только шутка
- 1964 — Как дела, молодой человек?
- 1964 — Невесты-вдовы
- 1965 — История моей глупости

Похоронен на будапештском кладбище Фаркашрети.

## Память
Именем композитора названа одна из улиц в Орадя.